# Heteronympha philerope
Heteronympha philerope är en fjärilsart som beskrevs av Jean Baptiste Boisduval 1832. Heteronympha philerope ingår i släktet Heteronympha och familjen praktfjärilar. Inga underarter finns listade i Catalogue of Life.